# Hamilton Baronets
Als Hamilton Baronetcies bezeichnet man neunzehn erbliche britische Adelstitel (Baronetcies), die an Personen mit dem Familiennamen Hamilton verliehen wurden, davon acht in der Baronetage of Nova Scotia, eine in der Baronetage of England, fünf in der Baronetage of Ireland, eine in der Baronetage of Great Britain und vier in der Baronetage of the United Kingdom.

## Verleihungen
Erstmals wurde 1627 in der Baronetage of Nova Scotia der Titel Baronet, of West Port in the County of Linlithgow, für Hon. William Hamilton geschaffen. Er war der dritte Sohn des James Hamilton, 1. Earl of Abercorn. Der Titel erlosch bei seinem Tod um 1670.
Am 29. September 1628 wurde in der Baronetage of Nova Scotia der Titel Baronet, of Killaugh in the County of Cavan (je nach Quelle auch „of Killock in the County of Down“), für den späteren irischen Unterhausabgeordneten Francis Hamilton geschaffen. Der Titel ruht seit dem Tod seines Enkels, des 3. Baronet, am 4. Februar 1714.
Am 6. Januar 1635 wurde in der Baronetage of Nova Scotia der Titel Baronet, of Broomhill in the County of Fife, für James Hamilton geschaffen. Dessen Sohn, der 2. Baronet, wurde 1647 auch zum Lord Belhaven and Stenton erhoben. Die Baronetcy erlosch, als dieser am 17. Juni 1679 ohne männliche Nachkommen starb. Die Lordship fiel indessen aufgrund einer besonderen Erbregelung an dessen entfernten Verwandten John Hamilton of Presmennan als 2. Lord.
Am 11. Mai 1642 wurde in der Baronetage of England der Titel Baronet, of London, für John Hamilton geschaffen. Da dieser keine Söhne hinterließ, erlosch der Titel bei seinem Tod um 1670.
Um 1646 wurde in der Baronetage of Nova Scotia der Titel Baronet, of Silvertonhill in the County of Lanark, für den schottischen Parlamentsabgeordneten Robert Hamilton geschaffen. Der Titel existiert bis heute.
Um 1660 wurde in der Baronetage of Ireland der Titel Baronet, of Donalong in the County of Tyrone and of Nenagh in the County of Tipperary, für Hon. George Hamilton, geschaffen. Dieser war der vierte Sohn des James Hamilton, 1. Earl of Abercorn und jüngere Bruder des oben genannten 1. Baronet of West Port. Sein Enkel, der 2. Baronet, erbte 1701 den Titel 6. Earl of Abercorn. Sein Urenkel, der 9. Earl, wurde 1790 auch zum Marquess of Abercorn und dessen Enkel, der 2. Marquess of Abercorn, auch zum Duke of Abercorn erhoben. Die Baronetcy ist bis heute ein nachgeordneter Titel des jeweiligen Duke.
Am 6. April 1662 wurde in der Baronetage of Ireland der Titel Baronet, of Monilla, für Hans Hamilton geschaffen. Da dieser kinderlos blieb, erlosch der Titel bei seinem Tod am 14. Februar 1682.
Am 11. Februar 1670 wurde in der Baronetage of Nova Scotia der Titel Baronet, of Haggs in the County of Linlithgow, für Alexander Hamilton geschaffen. Der Titel erlosch beim Tod von dessen Sohn, dem 2. Baronet, um 1710.
Am 5. November 1673 wurde in der Baronetage of Nova Scotia der Titel Baronet, of Preston in the County of Haddington, für William Hamilton geschaffen. Sein Nachkomme, der 10. Baronet, ergänzte 1889 den Familiennamen um den seiner Großmutter väterlicherseits zu Stirling-Hamilton. Der Titel existitiert bis heute.
Am 19. Februar 1683 wurde in der Baronetage of Ireland der Titel Baronet, of Mount Hamilton in the County of Armagh, für Robert Hamilton geschaffen. Dieser war mit der Tochter des obigen 1. Baronet of Monilla verheiratet. Der Titel erlosch beim Tod seines Sohnes, des 2. Baronet, 1731.
Am 1. März 1692 wurde in der Baronetage of Nova Scotia der Titel Baronet, of Barnton, für George Hamilton geschaffen. Der Titel erlosch bei dessen Tod am 26. Oktober 1726.
Am 10. April 1703 wurde in der Baronetage of Nova Scotia der Titel Baronet, of Rosehall in the County of Lanark, für Archibald Hamilton geschaffen. Die Verleihung erfolgte mit dem besonderen Zusatz, dass der Titel an jeden männlichen Erben (remainder to heirs male whatsoever) vererbbar sei. 1691 hatte er vom obigen 1. Baronet of Haggs dessen Anwesen erworben. Der Titel ruht seit dem Tod seines jüngeren Sohnes, des 3. Baronet, am 29. August 1755.
Am 23. Januar 1775 wurde in der Baronetage of Ireland der Titel Baronet, of Manor Cunningham in the County of Donegal, für den irischen Unterhausabgeordneten Henry Hamilton geschaffen. Der Titel erlosch bei seinem Tod am 30. Juni 1782.
Am 24. August 1776 wurde in der Baronetage of Great Britain der Titel Baronet, of Marlborough House, Portsmouth, in the County of Southampton, für den Captain der Royal Navy John Hamilton geschaffen. Beim Tod seines Enkels, des 3. Baronet, fiel der Titel als 4. Baronet 1892 an dessen Neffen zweiten Grades Sir Edward Hamilton, 2. Baronet, der bereits 1851 von seinem Großvater den 1819 geschaffenen Titel als 2. Baronet, of Trebinshun House (siehe unten), geerbt hatte. Die beiden Titel blieben daraufhin vereinigt, bis beide beim Tod von dessen Urenkel, dem 7. und 5. Baronet, am 31. Dezember 2008 erloschen.
Am 1. Februar 1781 wurde in der Baronetage of Ireland der Titel Baronet, of Dunamana in the County of Tyrone, für den irischen Unterhausabgeordneten John Hamilton geschaffen. Der Titel erlosch beim Tod von dessen Sohn, dem 2. Baronet, am 13. Dezember 1818.
Am 21. Dezember 1814 wurde in der Baronetage of the United Kingdom der Titel Baronet, of Woodbrook in the County of Tyrone, für den Militär John Hamilton. Der Titel erlosch beim Tod von dessen Sohn, dem 2. Baronet, am 12. Januar 1876.
Am 26. Januar 1819 wurde in der Baronetage of the United Kingdom der Titel Baronet, of Trebinshun House in the County of Brecon, für den Admiral Sir Edward Hamilton geschaffen. Er war der jüngere Sohn des oben genannten 1. Baronet of Marlborough House. Sein Enkel, der 2. Baronet, erbte 1892 von seinem Onkel zweiten Grades auch den Titel als 4. Baronet of Marlborough House. Die beiden Titel blieben daraufhin vereinigt, bis beide beim Tod von dessen Urenkel, dem 7. und 5. Baronet, am 31. Dezember 2008 erloschen.
Am 21. November 1892 wurde in der Baronetage of the United Kingdom der Titel Baronet, of Cadogan Square in the Parish of Chelsea in the County of London, für den britischen Unterhausabgeordneten Charles Hamilton geschaffen. Der Titel erlosch bei dessen Tod am 15. November 1928.
Am 10. Juni 1937 wurde in der Baronetage of the United Kingdom der Titel Baronet, of Ilford in the County of Essex, für den britischen Unterhausabgeordneten Sir George Hamilton geschaffen. Der Titel erlosch beim Tod von dessen Sohn, dem 2. Baronet, am 10. Januar 1992.

## Liste der Hamilton Baronets

Wappen des Hamilton Baronet, of West Port

### Hamilton Baronets, of West Port (1627)
- Sir William Hamilton, 1. Baronet (um 1605–um 1670)

### Hamilton Baronets, of Killaugh (1628)
- Sir Francis Hamilton, 1. Baronet († 1673)
- Sir Charles Hamilton, 2. Baronet († um 1689)
- Sir Francis Hamilton, 3. Baronet (um 1637–1714) (Titel ruht 1714)

Wappen der Hamilton Baronets, of Broomhill

### Hamilton Baronets, of Broomhill (1635)
- Sir James Hamilton, 1. Baronet (vor 1595–vor 1647)
- John Hamilton, 1. Lord Belhaven and Stenton, 2. Baronet (vor 1610–1679)

Wappen des Hamilton Baronet, of London

### Hamilton Baronets, of London (1642)
- Sir John Hamilton, 1. Baronet († um 1670)

Wappen der Hamilton Baronets, of Silvertonhill

### Hamilton Baronets, of Silvertonhill (um 1646)
- Sir Robert Hamilton, 1. Baronet († um 1670)
- Sir Robert Hamilton, 2. Baronet († 1708)
- Sir John Hamilton, 3. Baronet († 1748)
- Sir Robert Hamilton, 4. Baronet († 1786)
- Sir Frederic Hamilton, 5. Baronet (1777–1853)
- Sir Robert Hamilton, 6. Baronet (1802–1887)
- Sir Frederic Hamilton, 7. Baronet (1836–1919)
- Sir Robert Hamilton, 8. Baronet (1877–1959)
- Sir Richard Hamilton, 9. Baronet (1911–2001)
- Sir Andrew Hamilton, 10. Baronet (* 1953)

Voraussichtlicher Titelerbe (Heir presumptive) ist ein Nachkomme des 7. Baronet, Paul Howden Hamilton (* 1951).

Wappen der Hamilton Baronets, of Donalong and Nenagh (seit 1701)

### Hamilton Baronets, of Donalong and Nenagh (1660)
- Sir George Hamilton, 1. Baronet (um 1607–1679)
- James Hamilton, 6. Earl of Abercorn, 2. Baronet (um 1661–1734)
- James Hamilton, 7. Earl of Abercorn, 3. Baronet (1685–1744)
- James Hamilton, 8. Earl of Abercorn, 4. Baronet (1712–1789)
- John Hamilton, 1. Marquess of Abercorn, 5. Baronet (1756–1818)
- James Hamilton, 1. Duke of Abercorn, 6. Baronet (1811–1885)
- James Hamilton, 2. Duke of Abercorn, 7. Baronet (1838–1913)
- James Hamilton, 3. Duke of Abercorn, 8. Baronet (1869–1953)
- James Hamilton, 4. Duke of Abercorn, 9. Baronet (1904–1979)
- James Hamilton, 5. Duke of Abercorn, 10. Baronet (* 1934)

Titelerbe (Heir Apparent) ist der Sohn des aktuellen Titelinhabers, James Hamilton, Marquess of Hamilton (* 1969).

Wappen des Hamilton Baronet, of Monilla (seit 1701)

### Hamilton Baronets, of Monilla (1662)
- Sir Hans Hamilton, 1. Baronet (* 1682)

### Hamilton Baronets, of Haggs (1670)
- Sir Alexander Hamilton, 1. Baronet († vor 1700)
- Sir Alexander Hamilton, 2. Baronet († um 1710)

Wappen des Hamilton Baronet, of Preston

### Hamilton (später Stirling-Hamilton) Baronets, of Preston (1673)
- Sir William Hamilton, 1. Baronet  (um 1645–um 1690)
- Sir Robert Hamilton, 2. Baronet (1650–1701) (Titel ruht 1701)
- Robert Hamilton, de iure 3. Baronet († um 1720)
- William Hamilton, de iure 4. Baronet (1681–1749)
- Robert Hamilton, de iure 5. Baronet (1714–1756)
- William Hamilton, de iure 6. Baronet (1748–1756)
- John Hamilton, de iure 7. Baronet (um 1750–1778)
- Robert Hamilton, de iure 8. Baronet (1754–1799)
- Sir William Hamilton, 9. Baronet (1788–1856) (Titel bestätigt 1834)
- Sir William Stirling-Hamilton, 10. Baronet (1830–1913)
- Sir William Stirling-Hamilton, 11. Baronet (1868–1946)
- Sir Robert Stirling-Hamilton, 12. Baronet (1903–1982)
- Sir Bruce Stirling-Hamilton, 13. Baronet (1940–1989)
- Sir Malcolm Stirling-Hamilton, 14. Baronet (* 1979)

Wappen der Hamilton Baronets, of Mount Hamilton

### Hamilton Baronets, of Mount Hamilton (1683)
- Sir Robert Hamilton, 1. Baronet († 1703)
- Sir Hans Hamilton, 2. Baronet (1673–1731)

Wappen des Hamilton Baronet, of Barnton

### Hamilton Baronets, of Barnton (1692)
- Sir George Hamilton, 1. Baronet († 1726)

### Hamilton Baronets, of Rosehall (1703)
- Sir Archibald Hamilton, 1. Baronet († 1709)
- Sir James Hamilton, 2. Baronet (1682–1750)
- Sir Hugh Hamilton, 3. Baronet († 1755) (Titel ruht 1755)

### Hamilton Baronets, of Manor Cunningham (1775)
- Sir Henry Hamilton, 1. Baronet (1710–1782)

Wappen der Hamilton Baronets, of Marlborough House, of Woodbrook und of Trebinshun House

### Hamilton Baronets, of Marlborough House (1776)
- Sir John Hamilton, 1. Baronet (1726–1784)
- Sir Charles Hamilton, 2. Baronet (1767–1849)
- Sir Charles Hamilton, 3. Baronet (1810–1892)
- Sir Edward Hamilton, 4. und 2. Baronet (1843–1915) (ab 1851 auch Baronet of Trebinshun House)
- Sir Archibald Hamilton, 5. und 3. Baronet (1876–1939)
- Sir Sydney Hamilton, 6. und 4. Baronet (1881–1966)
- Sir Edward Hamilton, 7. und 5. Baronet (1925–2008)

### Hamilton Baronets, of Dunamana (1781)
- Sir John Hamilton, 1. Baronet (um 1740–1802)
- Sir John Hamilton, 2. Baronet († 1818)

### Hamilton Baronets, of Woodbrook (1814)
- Sir John Hamilton (1755–1835)
- Sir James Hamilton, 2. Baronet (1802–1876)

### Hamilton Baronets, of Trebinshun House (1819)
- Sir Edward Hamilton, 1. Baronet (1771–1851)
- Sir Edward Hamilton, 2. und 4. Baronet (1843–1915) (ab 1892 auch Baronet of Marlborough House)
- Sir Archibald Hamilton, 3. und 5. Baronet (1876–1939)
- Sir Sydney Hamilton, 4. und 6. Baronet (1881–1966)
- Sir Edward Hamilton, 5. und 7. Baronet (1925–2008)

Wappen des Hamilton Baronet, of Cadogan Square

### Hamilton Baronets, of Cadogan Square (1819)
- Sir Charles Hamilton, 1. Baronet (1845–1928)

Wappen der Hamilton Baronets, of Ilford

### Hamilton Baronets, of Ilford (1937)
- Sir George Hamilton, 1. Baronet (1877–1947)
- Sir Patrick Hamilton, 2. Baronet (1908–1992)